# Mistrzostwa Świata w Lekkoatletyce 2011
13. Mistrzostwa Świata w Lekkoatletyce – zawody lekkoatletyczne, które odbywały się od 27 sierpnia do 4 września 2011 roku w Daegu w Korei Południowej. Areną zmagań sportowców był Daegu Stadium. Impreza była największym sportowym wydarzeniem na świecie w roku 2011. Relacje telewizyjne z mistrzostw były nadawane w 200 krajach i terytoriach na całym świecie.
Lekkoatletyczne mistrzostwa świata pierwszy raz odbywały się w Korei, a trzeci raz gospodarzem tych zawodów był kraj azjatycki. Zawody poprzedził kongres IAAF, który miał miejsce 24 i 25 sierpnia 2011. Od 2005 roku w celu promocji lekkoatletyki w Daegu odbywa się rokrocznie Colorful Daegu Pre-Championships Meeting, który obecnie znajduje się w kalendarzu IAAF World Challenge Meetings.
Do zawodów zgłoszono 1945 zawodników z 202 krajów – najwięcej w historii rozgrywanych od 1983 roku mistrzostw. Dotychczas najwięcej reprezentacji wystąpiło w mistrzostwach w 1999 w Sewilli (201), a najwięcej sportowców podczas zawodów w 2009 w Berlinie (1895).
Po raz pierwszy w historii lekkoatletycznych mistrzostw globu od wszystkich uczestników pobrano próbki krwi, celem przeprowadzenia badań antydopingowych.
W mistrzostwach nie wzięło udziału pięciu obrońców tytułu: południowoafrykański ośmiusetmetrowiec Mbulaeni Mulaudzi (kontuzja), złota medalistka w biegu na 3000 metrów z przeszkodami z Berlina – Hiszpanka Marta Domínguez (macierzyństwo), chińska maratonka Bai Xue, rosyjski skoczek wzwyż Jarosław Rybakow oraz niemiecka oszczepniczka Steffi Nerius (zakończenie kariery).

## Wybór gospodarza
Procedura wyboru gospodarza mistrzostw rozpoczęła się w 2006 roku. Na początku kwietnia do Międzynarodowego Stowarzyszenia Federacji Lekkoatletycznych (IAAF) zgłosiło się dziewięć krajów z pięciu kontynentów, które chciały zorganizować zawody. W gronie ofert znalazły się propozycje Australii (Brisbane), Chorwacji (Split), Hiszpanii (Madryt lub Walencja), Korei Południowej (Daegu), Maroka (Casablanca), Rosji (Moskwa), Stanów Zjednoczonych, Szwecji oraz Zjednoczonych Emiratów Arabskich. 1 grudnia 2006 swoje kandydatury do organizacji mistrzostw w 2011 lub 2013 roku potwierdziły cztery miasta – australijskie Brisbane, koreańskie Daegu, szwedzki Göteborg oraz stolica Rosji Moskwa. Kilkanaście dni później, w związku odmową wsparcia finansowego przez szwedzki rząd, z walki o prawo do goszczenia czempionatu wycofał się Göteborg. Ostateczny wybór Rada IAAF podjęła 27 marca 2007 na spotkaniu w Mombasie, tuż po rozegranych tamże mistrzostwach świata w biegu na przełaj. Podjęto wówczas decyzję, że gospodarzem edycji mistrzostw w 2011 roku będzie Daegu, a w 2013 Moskwa. Daegu pokonało w walce o organizację imprezy Brisbane m.in. dzięki pomocy firmy Samsung, która w owym czasie została sponsorem IAAF.

## Przygotowania do mistrzostw
Specjalnie na potrzeby mistrzostw w Daegu powstała wioska lekkoatletyczna, w której zamieszkają sportowcy – na powierzchni ponad 63 tysięcy metrów kwadratowych powstały budynki mieszkalne oraz stadion treningowy. Jej budowa rozpoczęła się w kwietniu 2009. 14 kwietnia 2010 – pięćset dni przed rozpoczęciem mistrzostw – zaprezentowano plakat promujący zawody oraz przedstawiono maskotkę czempionatu. 7 i 8 czerwca 2010 miasto gościło kolejną edycję czempionatu Korei Południowej, podczas której Kim Gook-young poprawił 31-letni rekord kraju w bieg na 100 metrów. Równo na rok przed zawodami rozpoczęła się dystrybucja biletów. We wrześniu prezydent Korei Południowej Lee Myung-bak odwiedził obiekt w Daegu i zapoznał się z aktualnym etapem przygotowań do zawodów. Na posiedzeniu Rady IAAF w listopadzie 2010 w Monako zatwierdzono wzór medali jakie będą otrzymywać zawodnicy. W grudniu 2010 stadion w Daegu zyskał nową – niebieską – nawierzchnię typu Mondo. W ceremonii prezentacji odświeżonej bieżni wzięli udział lokalni politycy oraz koreańscy lekkoatleci, którzy kilka tygodni wcześniej zdobyli medale igrzysk azjatyckich. 7 kwietnia 2011 na konferencji prasowej Komitet Organizacyjny zaprezentował oficjalną piosenkę mistrzostw – utwór Let’s Go Together. Do 22 sierpnia 2011 sprzedano 94% biletów.

## Dzikie karty
Międzynarodowe Stowarzyszenie Federacji Lekkoatletycznych (IAAF) ogłosiło jesienią 2010, że za zgodą krajowych federacji mistrzowie kontynentów będą mogli bez konieczności wypełnienia minimum wystąpić w Daegu. Z przyznania tzw. „dzikich kart” będą mogli skorzystać złoci medaliści rozegranych w 2010 mistrzostw Afryki, mistrzostw Europy i mistrzostw Oceanii oraz zaplanowanych na 2011 mistrzostw Ameryki Południowej, mistrzostw Ameryki Środkowej i Karaibów i mistrzostw Azji.

## Kongres IAAF

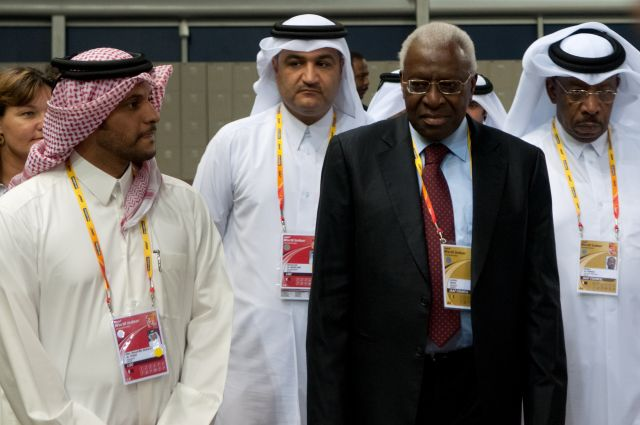
Szef IAAF Lamine Diack (2010)

24 i 25 sierpnia w Exco-Hotel w Daegu odbywał się 48. Kongres Międzynarodowego Stowarzyszenia Federacji Lekkoatletycznych. Pierwszego dnia obrad wybrano nowe władze IAAF – na kolejną kadencję na stanowisku prezydenta pozostał Senegalczyk Lamine Diack. Diack pełni funkcję szefa IAAF od 1999 roku. Nowymi wiceprezydentami IAAF zostali wybrani Dahlan Jumaan Al-Hamad (Katar), Robert Hersh (Stany Zjednoczone) i Sebastian Coe (Wielka Brytania). Wybory utrudniła awaria elektronicznego sprzętu do głosowania. Początkowo okazało się, że na kolejną kadencję wiceprezydentem federacji nie został wybrany Serhij Bubka jednak po ponownym przeliczeniu głosów Ukrainiec pozostał na swoim stanowisku.

## Rezultaty
| WR – rekord świata \| CR – rekord mistrzostw \| AR – rekord kontynentu \| NR – rekord kraju                        |
| WL – najlepszy wynik na listach światowych w sezonie 2011 \| PB – rekord życiowy \| SB – najlepszy wynik w sezonie |

### Mężczyźni
| Konkurencja:                              | 1. miejsce | Rezultat | 2. miejsce | Rezultat | 3. miejsce | Rezultat | Źródło               |
| Bieg na 100 m (szczegóły)                 | Yohan Blake | 9,92     | Walter Dix | 10,08    | Kim Collins                                                                                                   | 10,09    | [ 44 ] [ 45 ] [ 46 ] |
| Bieg na 200 m (szczegóły)                 | Usain Bolt | 19,40    | Walter Dix | 19,70    | Christophe Lemaitre                                                                                           | 19,80    | [ 47 ] [ 48 ]        |
| Bieg na 400 m (szczegóły)                 | Kirani James | 44,60    | LaShawn Merritt | 44,63    | Kévin Borlée                                                                                                  | 44,90    | [ 49 ] [ 50 ]        |
| Bieg na 800 m (szczegóły)                 | David Lekuta Rudisha | 1:43,91  | Abubaker Kaki Khamis | 1:44,41  | Jurij Borzakowski                                                                                             | 1:44,49  | [ 51 ] [ 52 ]        |
| Bieg na 1500 m (szczegóły)                | Asbel Kiprop | 3:35,69  | Silas Kiplagat | 3:35,92  | Matthew Centrowitz                                                                                            | 3:36,08  | [ 53 ] [ 54 ]        |
| Bieg na 5000 m (szczegóły)                | Mohamed Farah | 13:23,36 | Bernard Lagat | 13:23,64 | Dejen Gebremeskel                                                                                             | 13:23,92 | [ 55 ] [ 56 ]        |
| Bieg na 10 000 m (szczegóły)              | Ibrahim Jeilan | 27:13,81 | Mohamed Farah | 27:14,07 | Imane Merga                                                                                                   | 27:19,14 | [ 57 ] [ 58 ]        |
| Maraton (szczegóły)                       | Abel Kirui | 2:07:38  | Vincent Kipruto | 2:10:06  | Feyisa Lilesa                                                                                                 | 2:10:32  | [ 59 ] [ 60 ]        |
| Bieg na 110 m przez płotki (szczegóły)    | Jason Richardson | 13,16    | Liu Xiang | 13,27    | Andy Turner                                                                                                   | 13,44    | [ 62 ] [ 63 ]        |
| Bieg na 400 m przez płotki (szczegóły)    | David Greene | 48,26    | Javier Culson | 48,44    | Louis Jacob van Zyl                                                                                           | 48,80    | [ 64 ] [ 65 ]        |
| Bieg na 3000 m z przeszkodami (szczegóły) | Ezekiel Kemboi | 8:14,85  | Brimin Kiprop Kipruto | 8:16,05  | Mahiedine Mekhissi-Benabbad                                                                                   | 8:16,09  | [ 66 ] [ 67 ]        |
| Sztafeta 4 × 100 m (szczegóły)            | Jamajka · Nesta Carter · Michael Frater · Yohan Blake · Usain Bolt · Dexter Lee (eliminacje)                                                    | 37,04    | Francja · Teddy Tinmar · Christophe Lemaitre · Yannick Lesourd · Jimmy Vicaut                                             | 38,20    | Saint Kitts i Nevis · Jason Rogers · Kim Collins · Antoine Adams · Brijesh Lawrence                           | 38,49    | [ 68 ] [ 69 ]        |
| Sztafeta 4 × 400 m (szczegóły)            | Stany Zjednoczone · Greg Nixon · Bershawn Jackson · Angelo Taylor · LaShawn Merritt · Jamaal Torrance (eliminacje) · Michael Berry (eliminacje) | 2:59,31  | Południowa Afryka · Shane Victor · Ofentse Mogawane · Willem de Beer · Louis Jacob van Zyl · Oscar Pistorius (eliminacje) | 2:59,87  | Jamajka · Allodin Fothergill · Jermaine Gonzales · Riker Hylton · Leford Green · Lansford Spence (eliminacje) | 3:00,10  | [ 70 ] [ 71 ]        |
| Chód na 20 km (szczegóły)                 | Luis Fernando López | 1:20:38  | Wang Zhen | 1:20:54  | Kim Hyun-sub                                                                                                  | 1:21:17  | [ 72 ] [ 73 ]        |
| Chód na 50 km (szczegóły)                 | Dienis Niżegorodow | 3:42:45  | Jared Tallent | 3:43:36  | Si Tianfeng                                                                                                   | 3:44:40  | [ 74 ] [ 75 ]        |
| Skok wzwyż (szczegóły)                    | Jesse Williams | 2,35     | Aleksiej Dmitrik | 2,35     | Trevor Barry                                                                                                  | 2,32     | [ 76 ] [ 77 ]        |
| Skok o tyczce (szczegóły)                 | Paweł Wojciechowski | 5,90     | Lázaro Borges | 5,90     | Renaud Lavillenie                                                                                             | 5,85     | [ 78 ] [ 79 ]        |
| Skok w dal (szczegóły)                    | Dwight Phillips | 8,45     | Mitchell Watt | 8,33     | Ngonidzashe Makusha                                                                                           | 8,29     | [ 80 ] [ 81 ]        |
| Trójskok (szczegóły)                      | Christian Taylor | 17,96    | Phillips Idowu | 17,77    | Will Claye | 17,50    | [ 82 ] [ 83 ]        |
| Pchnięcie kulą (szczegóły)                | David Storl | 21,78    | Dylan Armstrong | 21,64    | Christian Cantwell                                                                                            | 21,36    | [ 84 ] [ 85 ]        |
| Rzut dyskiem (szczegóły)                  | Robert Harting | 68,97    | Gerd Kanter | 66,95    | Ehsan Hadadi                                                                                                  | 66,08    | [ 86 ] [ 87 ]        |
| Rzut młotem (szczegóły)                   | Kōji Murofushi | 81,24    | Krisztián Pars | 81,18    | Primož Kozmus                                                                                                 | 79,39    | [ 88 ] [ 89 ]        |
| Rzut oszczepem (szczegóły)                | Matthias de Zordo | 86,27    | Andreas Thorkildsen | 84,78    | Guillermo Martínez                                                                                            | 84,30    | [ 90 ] [ 91 ]        |
| Dziesięciobój (szczegóły)                 | Trey Hardee | 8607 pkt | Ashton Eaton | 8505 pkt | Leonel Suárez                                                                                                 | 8501 pkt | [ 92 ] [ 93 ]        |

### Kobiety
| Konkurencja:                              | 1. miejsce | Rezultat | 2. miejsce | Rezultat | 3. miejsce                                                                                   | Rezultat | Źródło                  |
| Bieg na 100 m (szczegóły)                 | Carmelita Jeter | 10,90    | Veronica Campbell-Brown | 10,97    | Kelly-Ann Baptiste                                                                           | 10,98    | [ 94 ] [ 95 ]           |
| Bieg na 200 m (szczegóły)                 | Veronica Campbell-Brown | 22,22    | Carmelita Jeter | 22,37    | Allyson Felix                                                                                | 22,42    | [ 96 ] [ 97 ]           |
| Bieg na 400 m (szczegóły)                 | Amantle Montsho | 49,56    | Allyson Felix | 49,59    | Francena McCorory                                                                            | 50,45    | [ 99 ] [ 100 ]          |
| Bieg na 800 m (szczegóły)                 | Caster Semenya | 1:56,35  | Janeth Jepkosgei Busienei | 1:57,42  | Alysia Montano                                                                               | 1:57,48  | [ 101 ] [ 102 ]         |
| Bieg na 1500 m (szczegóły)                | Jennifer Barringer Simpson | 4:05,40  | Hannah England | 4:05,68  | Natalia Rodríguez                                                                            | 4:05,87  | [ 103 ] [ 104 ]         |
| Bieg na 5000 m (szczegóły)                | Vivian Cheruiyot | 14:55,36 | Sylvia Jebiwott Kibet | 14:56,21 | Meseret Defar                                                                                | 14:56,94 | [ 105 ] [ 106 ]         |
| Bieg na 10 000 m (szczegóły)              | Vivian Cheruiyot | 30:48,98 | Sally Kipyego | 30:50,04 | Linet Masai                                                                                  | 30:53,59 | [ 107 ] [ 108 ]         |
| Maraton (szczegóły)                       | Edna Ngeringwony Kiplagat | 2:28:43  | Priscah Jeptoo | 2:29:00  | Sharon Jemutai Cherop                                                                        | 2:29:14  | [ 109 ] [ 110 ]         |
| Bieg na 100 m przez płotki (szczegóły)    | Sally Pearson | 12,28    | Danielle Carruthers | 12,47    | Dawn Harper                                                                                  | 12,47    | [ 111 ] [ 112 ]         |
| Bieg na 400 m przez płotki (szczegóły)    | Lashinda Demus | 52,47    | Melaine Walker | 52,73    | Natalja Antiuch                                                                              | 53,85    | [ 113 ] [ 114 ]         |
| Bieg na 3000 m z przeszkodami (szczegóły) | Habiba Ghribi | 9:11,97  | Milcah Chemia Cheywa | 9:17,16  | Mercy Wanjiku                                                                                | 9:17,88  | [ 115 ] [ 116 ]         |
| Sztafeta 4 × 100 m (szczegóły)            | Stany Zjednoczone · Bianca Knight · Allyson Felix · Marshevet Myers · Carmelita Jeter · Shalonda Solomon (eliminacje) · Alexandria Anderson (eliminacje) | 41,56    | Jamajka · Shelly-Ann Fraser-Pryce · Kerron Stewart · Sherone Simpson · Veronica Campbell-Brown · Jura Levy (eliminacje) ·                              | 41,70    | Ukraina · Ołesia Powch · Natalija Pohrebniak · Marija Riemień · Chrystyna Stuj ·             | 42,51    | [ 117 ] [ 118 ]         |
| Sztafeta 4 × 400 m (szczegóły)            | Stany Zjednoczone · Sanya Richards-Ross · Allyson Felix · Jessica Beard · Francena McCorory · Natasha Hastings (eliminacje) · Keshia Baker (eliminacje)  | 3:18,09  | Jamajka · Rosemarie Whyte · Davita Prendergast · Novlene Williams-Mills · Shericka Williams · Shereefa Lloyd (eliminacje) · Patricia Hall (eliminacje) | 3:18,71  | Wielka Brytania · Perri Shakes-Drayton · Nicola Sanders · Christine Ohuruogu · Lee McConnell | 3:23,63  | [ 119 ] [ 120 ]         |
| Chód na 20 km (szczegóły)                 | Liu Hong | 1:30:00  | Elisa Rigaudo | 1:30:44  | Qieyang Shijie                                                                               | 1:31:14  | [ 121 ] [ 122 ]         |
| Skok wzwyż (szczegóły)                    | Anna Cziczerowa | 2,03     | Blanka Vlašić | 2,03     | Antonietta Di Martino                                                                        | 2,00     | [ 123 ] [ 124 ]         |
| Skok o tyczce (szczegóły)                 | Fabiana Murer | 4,85     | Martina Strutz | 4,80     | Swietłana Fieofanowa                                                                         | 4,75     | [ 125 ] [ 126 ]         |
| Skok w dal (szczegóły)                    | Brittney Reese | 6,82     | Ineta Radēviča | 6,76     | Nastassia Mironczyk-Iwanowa                                                                  | 6,74     | [ 127 ] [ 128 ]         |
| Trójskok (szczegóły)                      | Olha Saładucha | 14,94    | Olga Rypakowa | 14,89    | Caterine Ibargüen                                                                            | 14,84    | [ 129 ] [ 130 ]         |
| Pchnięcie kulą (szczegóły)                | Valerie Adams | 21,24    | Jillian Camarena-Williams | 20,02    | Gong Lijiao                                                                                  | 19,97    | [ 131 ] [ 132 ]         |
| Rzut dyskiem (szczegóły)                  | Li Yanfeng | 66,52    | Nadine Müller | 65,97    | Yarelis Barrios                                                                              | 65,73    | [ 133 ] [ 134 ]         |
| Rzut młotem (szczegóły)                   | Tatjana Łysienko | 77,13    | Betty Heidler | 76,06    | Zhang Wenxiu                                                                                 | 75,03    | [ 135 ] [ 136 ]         |
| Rzut oszczepem (szczegóły)                | Barbora Špotáková | 71,58    | Sunette Viljoen | 68,38    | Christina Obergföll                                                                          | 65,24    | [ 137 ] [ 138 ]         |
| Siedmiobój (szczegóły)                    | Jessica Ennis | 6751 pkt | Jennifer Oeser | 6572 pkt | Karolina Tymińska                                                                            | 6544 pkt | [ 139 ] [ 140 ] [ 141 ] |

## Klasyfikacja medalowa

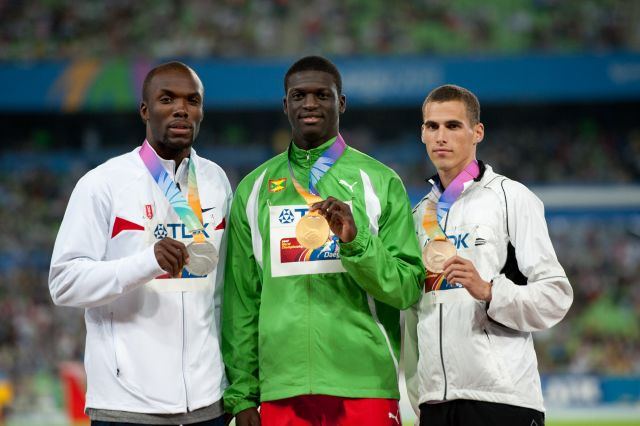
Podium biegu na 400 metrów mężczyzn

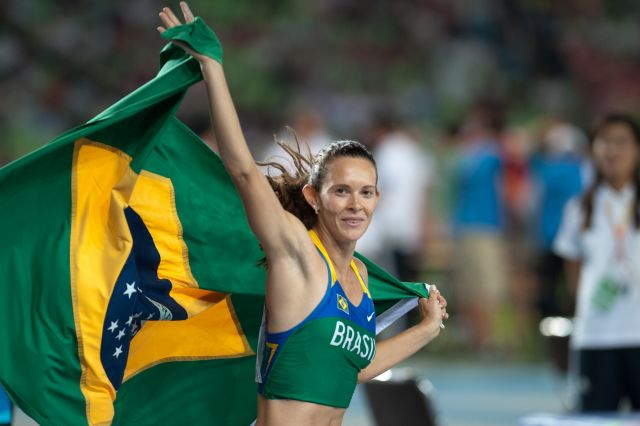
Fabiana Murer zdobyła jedyny złoty medal dla Brazylii

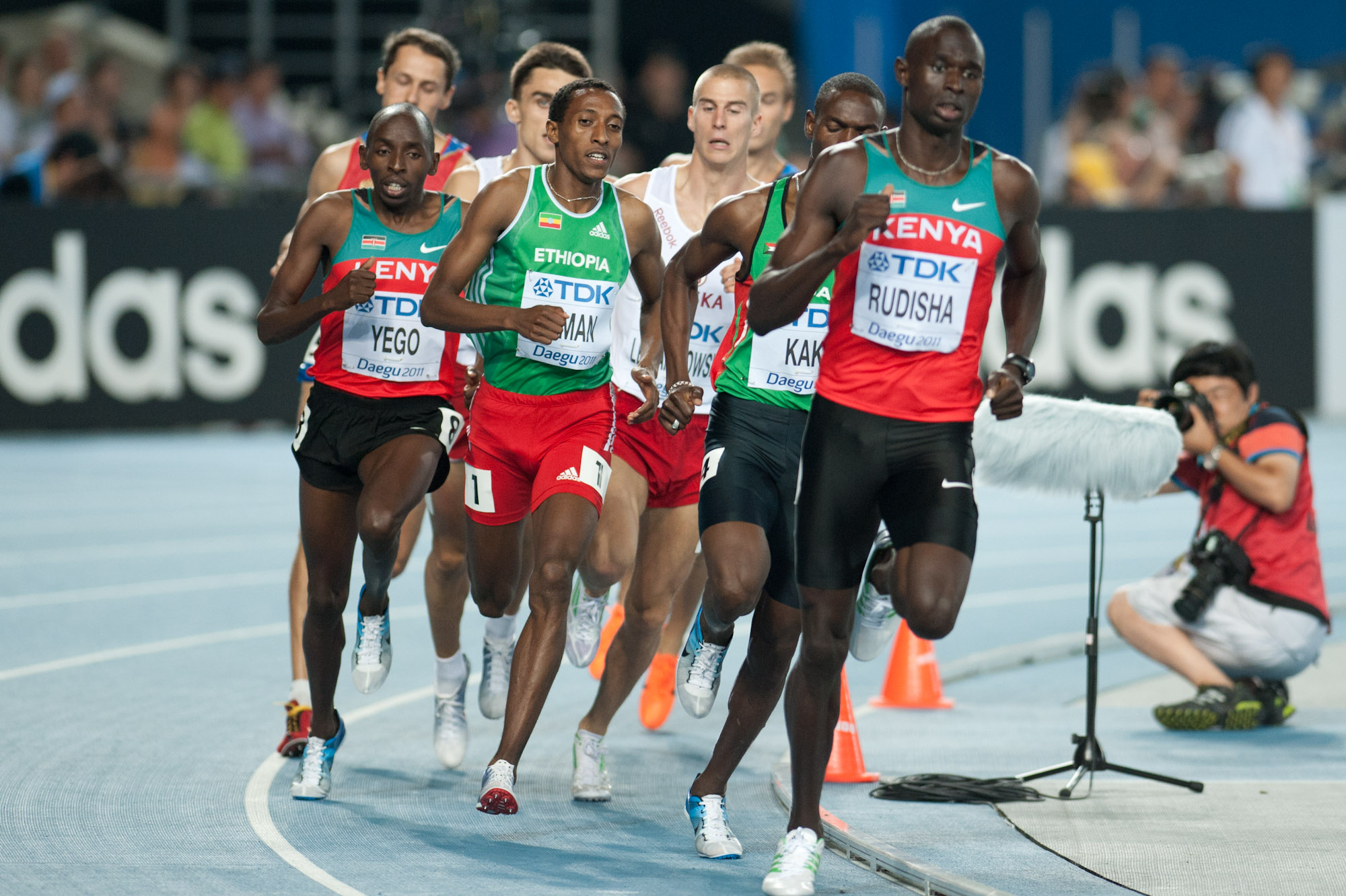
Finał biegu na 800 metrów

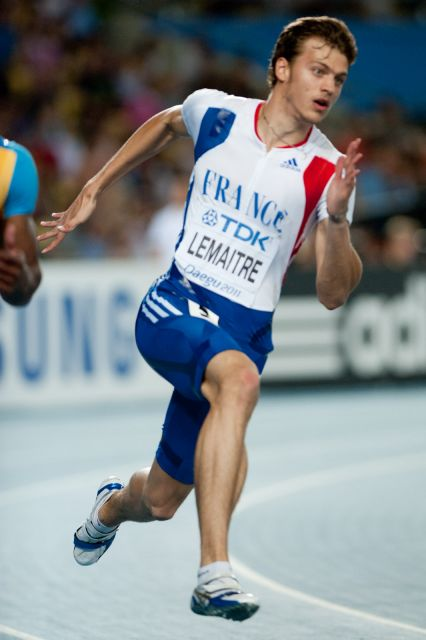
Christophe Lemaitre podczas biegu na 200 metrów, w którym zdobył brązowy medal

Według podziału na kontynenty, najwięcej medali zdobyli Europejczycy (52), a najwięcej złotych – 17 zawodnicy z Ameryki Północnej.
| Miejsce | Reprezentacja       | Złoto | Srebro | Brąz | Razem |
| 1.      | Stany Zjednoczone   | 12    | 9      | 7    | 28    |
| 2.      | Kenia               | 7     | 8      | 3    | 18    |
| 3.      | Jamajka             | 4     | 4      | 1    | 9     |
| 4.      | Niemcy              | 3     | 4      | 1    | 8     |
| 5.      | Wielka Brytania     | 3     | 3      | 2    | 8     |
| 6.      | Rosja               | 3     | 1      | 3    | 7     |
| 7.      | Chiny               | 2     | 2      | 4    | 8     |
| 8.      | Południowa Afryka   | 1     | 2      | 1    | 4     |
| 9.      | Australia           | 1     | 2      | 0    | 3     |
| 10.     | Etiopia             | 1     | 0      | 4    | 5     |
| 11.     | Kolumbia            | 1     | 0      | 1    | 2     |
| 11.     | Ukraina             | 1     | 0      | 1    | 2     |
| 11.     | Polska              | 1     | 0      | 1    | 2     |
| 14.     | Botswana            | 1     | 0      | 0    | 1     |
| 14.     | Brazylia            | 1     | 0      | 0    | 1     |
| 14.     | Grenada             | 1     | 0      | 0    | 1     |
| 14.     | Czechy              | 1     | 0      | 0    | 1     |
| 14.     | Tunezja             | 1     | 0      | 0    | 1     |
| 14.     | Japonia             | 1     | 0      | 0    | 1     |
| 14.     | Nowa Zelandia       | 1     | 0      | 0    | 1     |
| 21.     | Francja             | 0     | 1      | 3    | 4     |
| 21.     | Kuba                | 0     | 1      | 3    | 4     |
| 23.     | Włochy              | 0     | 1      | 1    | 2     |
| 24.     | Chorwacja           | 0     | 1      | 0    | 1     |
| 24.     | Estonia             | 0     | 1      | 0    | 1     |
| 24.     | Łotwa               | 0     | 1      | 0    | 1     |
| 24.     | Kanada              | 0     | 1      | 0    | 1     |
| 24.     | Kazachstan          | 0     | 1      | 0    | 1     |
| 24.     | Norwegia            | 0     | 1      | 0    | 1     |
| 24.     | Portoryko           | 0     | 1      | 0    | 1     |
| 24.     | Sudan               | 0     | 1      | 0    | 1     |
| 24.     | Węgry               | 0     | 1      | 0    | 1     |
| 33.     | Saint Kitts i Nevis | 0     | 0      | 2    | 2     |
| 34.     | Bahamy              | 0     | 0      | 1    | 1     |
| 34.     | Belgia              | 0     | 0      | 1    | 1     |
| 34.     | Hiszpania           | 0     | 0      | 1    | 1     |
| 34.     | Iran                | 0     | 0      | 1    | 1     |
| 34.     | Słowenia            | 0     | 0      | 1    | 1     |
| 34.     | Trynidad i Tobago   | 0     | 0      | 1    | 1     |
| 34.     | Korea Południowa    | 0     | 0      | 1    | 1     |
| 34.     | Zimbabwe            | 0     | 0      | 1    | 1     |
| 34.     | RAZEM               | 47    | 47     | 47   | 141   |

## Uczestnicy
W maju 2011 poinformowano, że udział w mistrzostwach zadeklarowało 201 z 212 federacji skupionych w IAAF. Na opublikowanych tydzień przed mistrzostwami listach zgłoszonych znalazło się 1945 sportowców z 203 krajów. W zawodach – w porównaniu z poprzednimi mistrzostwami z 2009 roku – nie wystąpiła Andora, Gruzja, Jordania, Korea Północna, Libia i Luksemburg. Nowymi uczestnikami zawodów będą reprezentacje Aruby, Czadu, Guamu, Gwinei Bissau, Mali, Nepalu oraz Timoru Wschodniego. Najliczniejszą ekipą była reprezentacja USA licząca 155 członków.
- Afganistan (1)[144]
- Albania (1)[146]
- Algieria (10)[144]
- Angola (2)[144]
- Anguilla (2)[144]
- Antigua i Barbuda (2)[144]
- Arabia Saudyjska (11)[144]
- Argentyna (6)[144]
- Armenia (2)[144]
- Aruba (2)[144]
- Australia (47)[147]
- Austria (4)[148]
- Azerbejdżan (1)[144]
- Bahamy (18)[149]
- Bahrajn (13)[144][150]
- Bangladesz (1)[144]
- Barbados (4)[144]
- Belgia (11)[151]
- Belize (2)[144]
- Benin (2)[144]
- Bermudy (1)[152]
- Bhutan (1)[144]
- Białoruś (23)[153]
- Mjanma (2)[144]
- Boliwia (2)[144]
- Bośnia i Hercegowina (2)[154]
- Botswana (3)[144]
- Brazylia (30)[155]
- Brunei (1)[144]
- Brytyjskie Wyspy Dziewicze (1)[144]
- Bułgaria (7)[151]
- Burkina Faso (2)[144]
- Burundi (2)[144]
- Chile (3)[144]
- Chiny (58)[156]
- Chińskie Tajpej (8)[144]
- Chorwacja (6)[148]
- Cypr (2)[144]
- Czad (2)[144]
- Czarnogóra (2)[157]
- Czechy (21)[158]
- Dania (6)[144]
- Demokratyczna Republika Konga (2)[144]
- Dominika (1)[144]
- Dominikana (4)[144]
- Dżibuti (2)[144]
- Egipt (5)[144]
- Ekwador (6)[144]
- Erytrea (9)[144]
- Estonia (9)[159]
- Etiopia (42)[144]
- Fidżi (1)[144]
- Filipiny (2)[144]
- Finlandia (13)[160]
- Francja (46)[161]
- Gabon (2)[144]
- Gambia (2)[144]
- Ghana (7)[144]
- Gibraltar (1)[144]
- Grecja (12)[162]
- Grenada (3)[163]
- Gwatemala (2)[144]
- Gwinea (2)[144]
- Gwinea Bissau (2)[144]
- Gwinea Równikowa (2)[144]
- Guam (2)[144]
- Gujana (1)[144]
- Haiti (3)[144]
- Hiszpania (44)[164]
- Holandia (20)[160]
- Honduras (2)[144]
- Hongkong (2)[144]
- Indie (8)[165]
- Indonezja (2)[144]
- Irak (2)[144]
- Iran (7)[144]
- Irlandia (17)[144]
- Islandia (2)[144]
- Izrael (5)[144]
- Jamajka (51)[166]
- Japonia (52)[167]
- Kajmany (1)[144]
- Kambodża (1)[144]
- Kamerun (2)[144]
- Kanada (34)[168]
- Katar (4)[169]
- Kazachstan (14)[170]
- Kenia (52)[171]
- Kiribati (2)[144]
- Kirgistan (2)[144]
- Kolumbia (21)[172]
- Komory (2)[144]
- Kongo (1)[144]
- Korea Południowa (63)[144]
- Kostaryka (2)[144]
- Kuba (31)[173]
- Kuwejt (1)[144]
- Laos (2)[144]
- Lesotho (2)[144]
- Liban (1)[144]
- Liberia (2)[144]
- Litwa (15)[174]
- Łotwa (13)[175]
- Macedonia Północna (1)[144]
- Madagaskar (1)[144]
- Makau (1)[144]
- Malawi (2)[144]
- Malediwy (2)[144]
- Malezja (2)[144]
- Mali (2)[144]
- Malta (2)[144]
- Mariany Północne (2)[144]
- Maroko (20)[176]
- Mauretania (2)[144]
- Mauritius (2)[144]
- Meksyk (10)[177]
- Mikronezja (2)[144]
- Mołdawia (3)[151]
- Monako (1)[144]
- Mongolia (2)[144]
- Mozambik (2)[144]
- Namibia (2)[144]
- Nauru (2)[144]
- Nepal (2)[144]
- Niemcy (73)[152][163][172]
- Nikaragua (2)[144]
- Niger (2)[144]
- Nigeria (17)[178]
- Norwegia (13)[172][179]
- Nowa Zelandia (8)[180]
- Oman (1)[144]
- Pakistan (1)[144]
- Palau (2)[144]
- Palestyna (1)[144]
- Panama (2)[144]
- Papua-Nowa Gwinea (2)[144]
- Paragwaj (1)[144]
- Peru (5)[144]
- Polinezja Francuska (1)[144]
- Polska (43)[181][182]
- Portoryko (8)[144]
- Portugalia (24)[152]
- Południowa Afryka (28)[152]
- Republika Środkowoafrykańska (1)[144]
- Republika Zielonego Przylądka (1)[144]
- Rosja (83)[183]
- Rumunia (8)[184]
- Rwanda (2)[144]
- Saint Kitts i Nevis (5)[185]
- Saint Lucia (2)[144]
- Saint Vincent i Grenadyny (2)[144]
- Salwador (2)[144]
- Samoa (1)[144]
- Samoa Amerykańskie (2)[144]
- San Marino (2)[186]
- Senegal (2)[187]
- Serbia (9)[188]
- Seszele (2)[144]
- Sierra Leone (2)[144]
- Singapur (2)[144]
- Słowacja (12)[188]
- Słowenia (10)[189]
- Somalia (1)[144]
- Sri Lanka (2)[190]
- Stany Zjednoczone (155)[145]
- Suazi (2)[144]
- Sudan (3)[144]
- Surinam (2)[144]
- Syria (1)[144]
- Szwajcaria (19)[151]
- Szwecja (16)[163]
- Tadżykistan (2)[144]
- Tajlandia (6)[144]
- Tanzania (1)[144]
- Timor Wschodni (1)[144]
- Togo (1)[144]
- Tonga (2)[144]
- Trynidad i Tobago (20)[152]
- Tunezja (5)[144]
- Turcja (21)[148]
- Turkmenistan (2)[144]
- Turks i Caicos (1)[144]
- Tuvalu (2)[144]
- Uganda (13)[172]
- Ukraina (57)[144][148]
- Urugwaj (2)[144]
- Uzbekistan (7)[144]
- Vanuatu (2)[144]
- Wenezuela (3)[144]
- Węgry (12)[191]
- Wielka Brytania (67)[192]
- Wietnam (1)[144]
- Włochy (32)[193]
- Wybrzeże Kości Słoniowej (2)[144]
- Wyspy Cooka (1)[144]
- Wyspy Dziewicze Stanów Zjednoczonych (3)[144]
- Wyspy Marshalla (1)[144]
- Wyspy Salomona (2)[144]
- Wyspy Świętego Tomasza i Książęca (2)[144]
- Zambia (3)[144]
- Zimbabwe (4)[144]
- Zjednoczone Emiraty Arabskie(2)[144]